# Água do mar

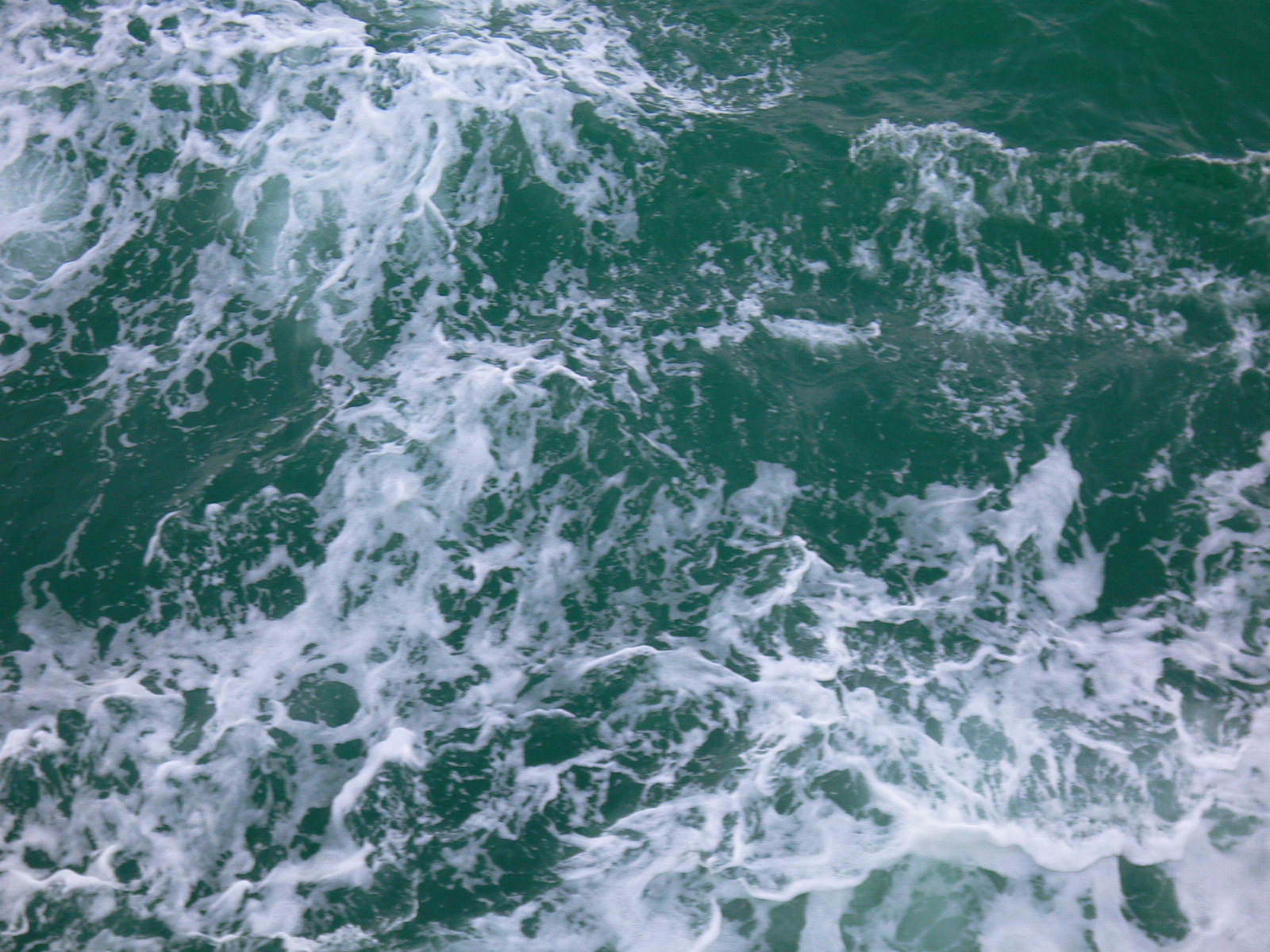
A água do mar do estreito de Malaca.

Água do mar é a água encontrada em mares e oceanos. A água do mar de todo o mundo tem uma salinidade próxima de 35 (3,5% em massa, se considerarmos apenas os sais dissolvidos, mas a salinidade não tem unidades), o que significa que, para cada litro de água do mar há 35 gramas de sais dissolvidos, cuja maior parte é cloreto de sódio (sua fórmula é NaCl).
A água do mar não tem salinidade uniforme ao redor do globo. A água menos salina do planeta é a do Golfo da Finlândia, no Mar Báltico. O mar com maior salinidade é o Mar Morto, no Médio Oriente, onde o calor aumenta a taxa de evaporação na superfície e há pouca descarga fluvial.

## A origem da salinidade do oceano
Edmond Halley, em 1715, propôs que os sais e outros minerais foram transportados para o mar pelos rios, tendo sido sugado da terra por queda da chuva, lavando as rochas. Ao alcançar os oceanos estes sais seriam retidos e concentrados pelo processo de evaporação que removem a água. Halley notou que do pequeno número de lagos no mundo que não têm saídas para o oceano, a maioria tem alto teor de sais. Halley denominou este processo de "intemperismo continental".
A teoria de Halley estava correta em parte. Ou seja, o sódio foi sugado do fundo do oceano quando os oceanos se formaram. A presença dos outros elementos dominantes como cloreto, resultaram do escape de gases do interior da terra (na forma de ácido clorídrico), por vulcões e fontes hidrotermais. O sódio e o cloreto então se combinaram para formar o constituinte mais abundante da água do mar, o cloreto de sódio.
A salinidade do oceano tem-se mantido estável por milhões de anos, provavelmente como uma consequência de um sistema tectônico/químico que recicla o sal. Desde o surgimento do oceano, o sódio não é mais libertado pelo fundo do oceano, mas é capturado de camadas sedimentares que cobrem o leito do oceano. Uma teoria diz que a tectônica de placas faz com que o sal seja forçado para baixo das massas continentais, onde é lentamente trazido de volta à superfície. Outra fonte importante é o que chamamos de Água Juvenil, este material é proveniente do interior da Terra e sai por meio de fenômenos como o vulcanismo. Esta água nunca esteve na superfície da Terra, por isso leva o nome de água juvenil.

### Condutividade elétrica
A água do mar apresenta uma elevada condutividade elétrica. Os sais na água se dissociam em íons. A condutividade varia sobre todo com a temperatura e a salinidade (a maior salinidade, maior condutividade), e sua medição permite, uma vez controlada a temperatura, conhecer a salinidade.

## Composição química

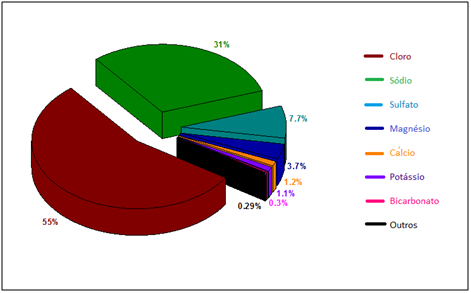
Abundância relativa dos principais íons dissolvidos na água do mar

Composição química de sais na água do mar é a quantidade e os tipos de sais que encontram-se dissolvidos no oceano na forma de íons. Em um quilograma de água do mar há em média 35 gramas de compostos dissolvidos, chamados sais inorgânicos. Isso significa que a água do mar é constituída por 96,5% de água pura e 3,5% de sais. Embora a quantidade de sais presentes na água do mar pareça pequena, se fosse possível retirar toda a água pura do oceano, restaria uma camada de 60 metros de altura de sais espalhados pelo assoalho oceânico que cobre cerca de 70% da superfície do planeta. Os sais representam a maior parte das espécies químicas dissolvidas na água do mar, tendo como principais constituintes: cloro, sódio, sulfato, magnésio, cálcio, potássio e bicarbonato. Estes constituintes estão diretamente associados com uma propriedade da água do mar conhecida como salinidade.

### Salinidade da água do mar
A salinidade marinha pode ser definida como a quantidade total, em gramas, de sais inorgânicos contidos em um quilograma de água do mar. Antes da adoção da escala de salinidade prática (PSS-78), em 1978, a salinidade da água do mar era expressa em partes por mil (‰ ou ppmil ou g/kg). Entretanto, a partir daquele ano, a comunidade científica internacional adotou a PSS-78 e a salinidade passou a ser uma propriedade adimensional. Assim, a salinidade é expressa sem unidades. Para ambientes de oceano aberto, a salinidade média é 35 com variação entre 33 e 37, sendo que estes desvios acontecem na superfície devido a processos como evaporação e precipitação. Valores de salinidade inferiores à media também podem ocorrer próximo à costa nas imediações de desembocaduras de rios e nas regiões polares devido ao degelo que ocorre no verão. Alguns mares semifechados tendem a apresentar salinidade acima da média devido a elevadas taxas de evaporação de água. Exemplos incluem o Mar Mediterrâneo e o Mar Vermelho com salinidades de 39 e 41, respectivamente.
A medida da salinidade é de fundamental importância em estudos oceanográficos, pois variações no conteúdo de sal têm efeito na densidade da água do mar. Além disso, a salinidade auxilia na identificação das massas de água no oceano e no estudo de seus movimentos e misturas. No campo da oceanografia biológica, o conhecimento da salinidade é essencial para compreender os padrões anatômicos, fisiológicos e comportamentais dos organismos marinhos.

### Origem dos sais na água do mar

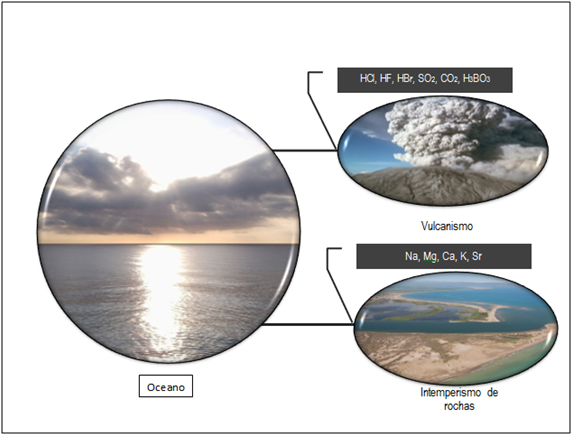
Fontes de sais para o oceano

A crosta e o interior do planeta foram os principais responsáveis pela origem dos sais na água do mar. O intemperismo químico das rochas da crosta terrestre libera íons como sódio, magnésio, cálcio, potássio e estrôncio. Estes íons são lixiviados para os rios, sendo posteriormente transportados para o oceano. A outra fonte de sais para a água do mar é a atividade vulcânica que lança gases na atmosfera (ex.: dióxido de carbono, dióxido de enxofre, ácido clorídrico e ácido fluorídrico). Essas substâncias são carreadas para a superfície do oceano diretamente através das chuvas ou indiretamente através dos rios. Além disso, devido ao calor do magma, a água fria que infiltra no assoalho oceânico é aquecida e troca elementos químicos com o basalto marinho. Ao retornar para a coluna de água, esse novo fluido também aporta sais no ambiente oceânico. Ao longo do tempo geológico, os constituintes químicos menos reativos acumularam-se na água do mar e atingiram seu equilíbrio, dando origem a grande quantidade de sais dissolvidos existentes na água do mar. Esse equilíbrio dinâmico é conhecido como balanço geoquímico dos oceanos, tendo sido alcançado há centenas de milhões de anos. O fato do equilíbrio ser dinâmico significa que anualmente, a mesma quantidade de sais aportada no oceano é removida para a formação de sedimentos.

### Equilíbrio químico e tempo de residência
A água do mar encontra-se em equilíbrio químico dinâmico, que resulta em quantidades e proporções de sais dissolvidos praticamente constantes em uma determinada parcela de água. Isto é explicado devido ao balanço de entrada e saída de sais no oceano, que está relacionado com o fluxo de entrada de sais e o tempo que os íons desses sais permanecem na coluna de água. Esse balanço ocorre através da adição de sais na coluna de água (proveniente do intemperismo de rochas e da atividade vulcânica) e da retirada desses sais através da formação de sedimentos.
Devido ao equilíbrio químico dos sais dissolvidos no oceano, é possível estimar o tempo que cada íon permanece na coluna de água. Este tempo, conhecido como tempo de residência, é definido genericamente como o tempo médio de permanência de uma partícula (ex.: íon) em um compartimento (ex.: água do mar). Um importante fator que influencia o tempo de residência de um elemento químico na água do mar é a sua reatividade química. Os íons dos sais dissolvidos na água do mar são pouco reativos, por isso eles tendem a permanecer na coluna de água por milhões de anos. Bromo é o elemento químico que apresenta o maior tempo de residência na água do mar (120 milhões de anos).

### Princípio das proporções constantes
Apesar da quantidade total de sais dissolvidos na água do mar variar entre diferentes regiões geográficas e profundidades na coluna de água, esses sais mantêm suas proporções aproximadamente constantes em todos os oceanos. A constância relativa das proporções dos íons dissolvidos na água do mar é conhecida como Princípio de Marcet ou Lei das Proporções Constantes. De acordo com Millero (2006), as proporções entre os principais íons dissolvidos na água do mar são as seguintes:
| Íon         | Símbolo | Concentração (g/kg) | Proporção (%) |
| ----------- | ------- | ------------------- | ------------- |
| Cloreto     | Cl-     | 19,3529             | 55,056        |
| Sódio       | Na+     | 10,7838             | 30,678        |
| Sulfato     | SO42-   | 2,7124              | 7,716         |
| Magnésio    | Mg2+    | 1,2837              | 3,652         |
| Cálcio      | Ca2+    | 0,4121              | 1,172         |
| Potássio    | K+      | 0,3991              | 1,135         |
| Bicarbonato | HCO3-   | 0,1070              | 0,304         |
| Brometo     | Br-     | 0,0672              | 0,191         |
| Carbonato   | CO32-   | 0,0161              | 0,046         |
| Estrôncio   | Sr2+    | 0,0079              | 0,022         |
| Borato      | B(OH)4- | 0,0079              | 0,022         |
| Fluoreto    | F-      | 0,0013              | 0,004         |
| Total       |         | 35,1514             | 100,000       |

### Alteração na proporção de íons conservativos
Ainda que haja constância na proporção relativa dos íons dissolvidos (constituintes conservativos) na água do mar, em alguns casos, dependendo das condições ambientais, essas proporções podem ser alteradas. Em baías fechadas, lagunas, estuários ou outras regiões onde o fluxo de água doce seja muito alto, pode não só existir menos sais dissolvidos na água, mas também uma alteração na proporção iônica de tais elementos. Em bacias anóxicas, fiordes e outras áreas nas quais a circulação de água é restrita, a oxidação bacteriana também pode causar uma alteração nas proporções dos principais íons dissolvidos na água. Tais modificações ainda podem ocorrer em águas rasas e quentes, como por exemplo nos bancos das Bahamas. Estes são caracterizados por reatividade química e/ou biológica muito intensa, com precipitação de carbonato de cálcio que leva a variações nas proporções dos íons cálcio (Ca2+) e carbonato (CO32-) na água do mar. Em águas intersticiais do sedimento marinho, devido às interações dos íons dissolvidos com as partículas de sedimento, também pode haver consideráveis mudanças na proporção de elementos maiores na água do mar. Por fim, ainda pode haver alteração na composição de sais dissolvidos na água em regiões de cordilheiras mesoceânicas e atividade vulcânica submarina. Nessas regiões a água do mar circula através de fendas e fissuras na crosta oceânica. Assim, a proporção entre íons nas soluções hidrotermais é muito diferente daquela encontrada normalmente na água do mar. Consequentemente, a água resultante da mistura da água do mar com soluções hidrotermais têm elementos maiores completamente atípicos.

### Distribuição geográfica de salinidade no oceano

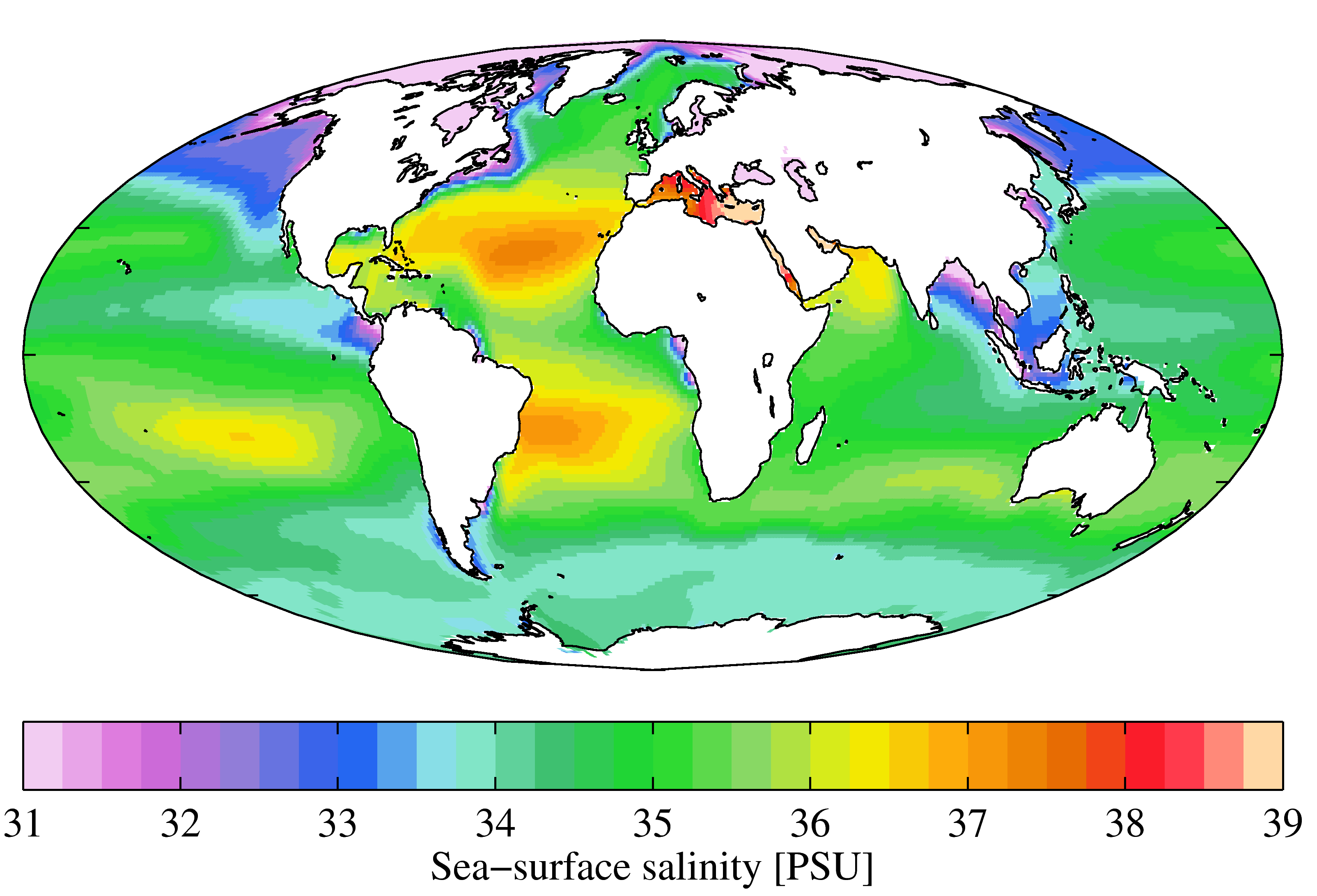
Distribuição de salinidade na superfície do oceano global

Perfil vertical de salinidade (linha azul) na coluna de água do Oceano Ártico, onde observa-se uma haloclina entre aproximadamente 50 e 200 m de profundidade

A salinidade das águas superficiais do oceano depende da relação entre o balanço de evaporação e precipitação. Em oceano aberto, os máximos de salinidade são encontrados nas regiões dos ventos alísios, onde a evaporação é máxima. Esse padrão é tipicamente observado no centro dos giros subtropicais. Mares semifechados, como o Mar Mediterrâneo e o Mar Vermelho, também apresentam um máximo de salinidade na superfície. Isso ocorre por serem bacias cercadas por grandes massas continentais, onde os processos de mistura de água com os oceanos adjacentes são restritos. Assim, as elevadas taxas de evaporação tornam mais salgadas as águas superficiais desses mares semifechados.
As estações do ano também acabam por influenciar a salinidade superficial do oceano em algumas regiões do planeta, como acontece nos polos. Durante o verão, o gelo das calotas polares derrete e deixa menos salina a água superficial dos oceanos Ártico e Austral. Outros fatores que influenciam a salinidade na superfície do oceano são questões pluviométricas que alteram a vazão de rios que desaguam no oceano, diminuindo a salinidade superficial local. Este efeito é mais comumente observado em áreas sob influência de grandes rios.
No oceano global, os mínimos de salinidade são encontrados nas regiões polares devido ao derretimento de gelo no verão. Nessas regiões a salinidade na superfície do oceano pode ser tão baixa quanto 33. Também são observadas variações de salinidade na superfície dos dois maiores oceanos do planeta. Em termos de valores médios, o Oceano Atlântico norte é o mais salino (35,5), seguido pelos oceanos Atlântico sul e Pacífico sul (35,2). Já a salinidade média do Oceano Pacífico norte é 34,2.

### Distribuição vertical de salinidade no oceano
Além de variar na superfície das diferentes regiões do planeta, a salinidade também varia com a profundidade. Quando essa variação ocorre de forma abrupta dá-se o nome de haloclina, que é uma variação (aumento ou diminuição) pronunciada da salinidade com a profundidade. Nas águas profundas (abaixo de 1.000 m), a salinidade torna-se relativamente uniforme em todos os oceanos.
Nos mares da Antártica e do Ártico os processos sazonais de degelo e congelamento provocam uma variação nítida na salinidade da coluna de água. No inverno, o congelamento da superfície do oceano torna a água subsuperficial mais salina, pois os sais são expulsos do retículo cristalino durante a formação de gelo marinho. No verão o degelo de áreas continentais e/ou marinhas dilui a água mais superficial do oceano, ocasionando uma diminuição da salinidade. Já as camadas de água mais profundas permanecem com maiores salinidades, revelando um perfil crescente da salinidade com o aumento da profundidade.
No oceano aberto, as águas superficiais mais salinas são encontradas nas regiões subtropicais. Nestas áreas uma forte haloclina é formada na coluna de água, pois há uma pequena camada de água mais salina na superfície. Em subsuperfície, a salinidade diminui rapidamente com o aumento da profundidade até atingir os valores típicos de águas oceânicas. Perfil semelhante é encontrado nas regiões equatoriais, que em geral possuem águas mais salinas na superfície devido a taxa de evaporação ser maior que a taxa de precipitação. Entretanto, em áreas oceânicas sob influência da zona de convergência intertropical, encontra-se muitas vezes um destacado máximo de salinidade a cerca de 100 m de profundidade, próximo ao topo da termoclina.

## Aspectos culturais
Mesmo num navio ou ilha no meio do oceano pode haver falta de água, isto é, água doce. É um paradoxo, já que uma pessoa cercada de água pode morrer de sede. É que por ser salgada a água do mar não é potável. Muitas nações na África e no Oriente Médio com problemas hídricos aplicam hoje um processo caro, chamado dessalinização, para obterem água potável a partir da água do mar. No futuro este processo pode-se tornar muito utilizado, dada a presente poluição intensa dos corpos d'água continentais.